# 堀口まひろ
堀口 まひろ（ほりぐち まひろ、1947年 - ）は、日本の音楽家。

## 概要
全音楽譜出版社などからポピュラー・ピアノ・アレンジ曲集や教本など、40数冊を執筆し発刊。「ポピュラー・ピアノ・メソード1～3」（全音）、「ポピュラー・ピアノ・スタディ」（全音）、「ポピュラー・ピアノ・セミナー1～5」「ポピュラー・ピアノ・セミナー指導マニュアル」（全音）、「ブライダル・ピアノのすべて」（全音）、「BGMピアノ・フォー・ユー」（全音）、「ピアノ・プレイ・タイム1～3」（ショパン）など。執筆を中断した為これらの本は絶版が多い。

## 基本理念
- evidenceがあり「具体的で応用が効く」ものを教えること。
- それにより生徒さん自身でオリジナル・アレンジができるよう指導する。
- 学習者自身でアレンジや作曲等に、際限のないalgorithmを駆使できるよう指導する。
- 「抽象的で応用が効かない」ことを教える指導者が多いことに嘆いている。

## ポピュラー・ピアノ・メソード
「ポピュラー・ピアノ・メソード」全3巻は
- 書かれている文章がとても大切で、巻末の大譜表を見て弾くことは単なる参考だ。進んでいくにつれ自分のアレンジが大事になる。
- 文章や伴奏法などを「記憶」することではなく、文章を「理解する」ことが、応用演奏に繋がり拡がりを持つ。
- 「覚えなくてもいいから個々の文章理解してください」「理解したら応用しましょう」と述べる。
- 早く進みたい読者を考え「こだわりコーナー」はとばしても良いと著者は書いたが、「こだわりコーナー」は最も大切であり、* その他の文章も理解することが肝要と述懐していた。
- この本は細かい理解の積み重ねで編集されており、どのLessonでも省くと結果的に先で苦労します。

## 作品
- ポピュラー・ピアノ・メソード1（全音楽譜出版社、1998/12/10）[1]
- BGMピアノ・フォー・ユー（全音楽譜出版社、1998/12/10）[2]
- 新版 ブライダル・ピアノのすべて（全音楽譜出版社、2007/12/14）[3]